# Klokan velký
Klokan velký (Macropus fuliginosus), známý také jako klokan západní, je druh statného klokana, který představuje jednoho z největších australských vačnatců. Od úzce příbuzného klokana obrovského se liší především svým hnědým zbarvením srsti. Aktivní je zejména v noci, kdy se pase především na trávě, někdy ale žere i listí keřů nebo okusuje i nízké stromy. Má hustou drsnou srst, přecházející od bledě šedohnědé do čokoládově hnědé. Na hrudi a na břiše je barva světlejší.

## Systematika
Druh zaznamenal již britský mořeplavec Matthew Flinders v roce 1802 na Klokaním ostrově. Flanders dokonce pojmenoval samotný ostrov jako Klokaní na základě častého výskytu klokanů velkých. Již o rok později, v roce 1803, bylo několik klokanů velkých vzato na palubu francouzské průzkumné korvety Géographe a vzato do pařížské zoo. Formálně však klokana velkého popsal až francouzský zoolog Anselme Gaëtan Desmarest v roce 1817 pod jménem Kangurus fuliginosus. Desmarest svůj popis založil na kůži zesnulého klokana z pařížské zoo. Již René Lesson v roce 1827 však druh přeřadil do rodu Macropus, kam ho řadí i moderní taxonomie. U klokana velkého se rozlišují 2 poddruhy:
- Macropus fuliginosus fuliginosus (Desmarest, 1817) – endemický Klokanímu ostrovu.
- Macropus fuliginosus melanops (Gould, 1842) – vyskytuje se v pevninské jižní Austrálii.

Některé starší zdroje uvádějí ještě jeden poddruh Macropus fuliginosus ocydromus (Gould, 1842); status tohoto taxonu je nicméně nejistý. K izolaci populace z Klokaního ostrova došlo někdy před 9500 lety, kdy stoupající hladiny oceánů zaplavily pevninský most spojující tento ostrov s australským kontinentem.

Dobová vyobrazení Johna Goulda z roku 1863
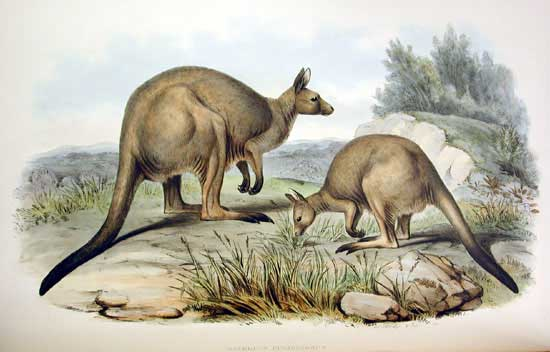
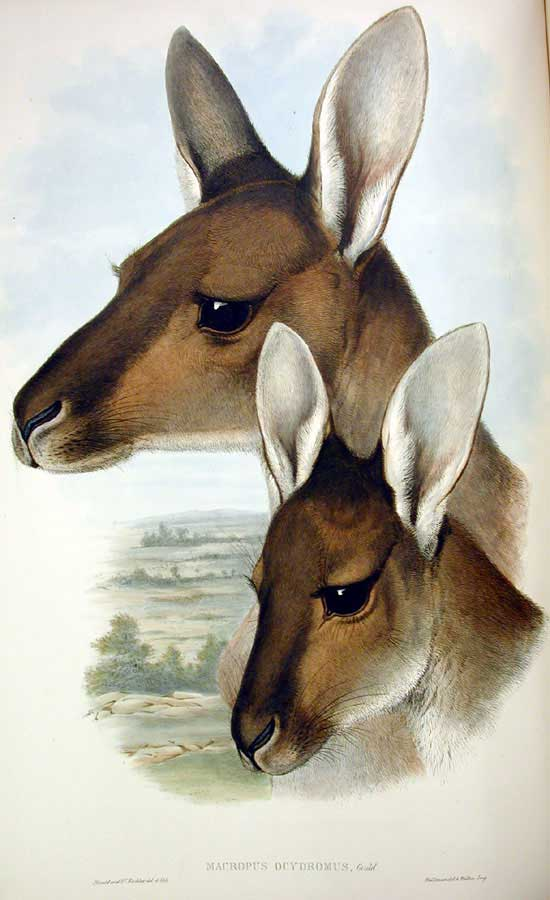
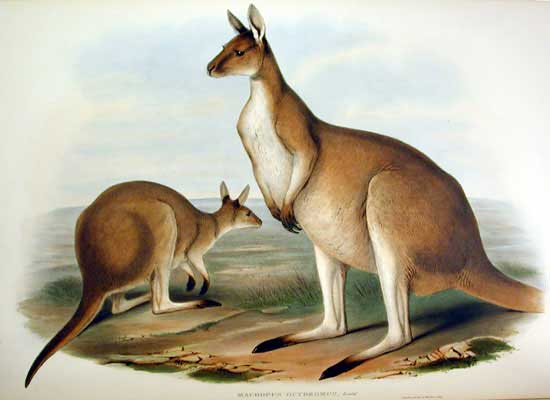

Klokan velký je úzce příbuzný s klokanem obrovským. V zajetí dochází ke křížení obou druhů, ve volné přírodě jen velmi vzácně.

## Výskyt
Vyskytuje se v Jižní Austrálii od západního Nového Jižního Walesu a Victorie až po jihozápadní Austrálii. Ve východní části oblasti se často vyskytují smíšené populace s klokanem obrovským. Jedná se o velmi početného vačnatce, jehož stavy jsou natolik vysoké, že je terčem odlovů pro komerční zpracování. Velikost celkové populace není známa, avšak v roce 2020 byla početnost klokana velkého v oblastech komerčního lovu odhadnuta na 3,8 milionu jedinců.

## Popis

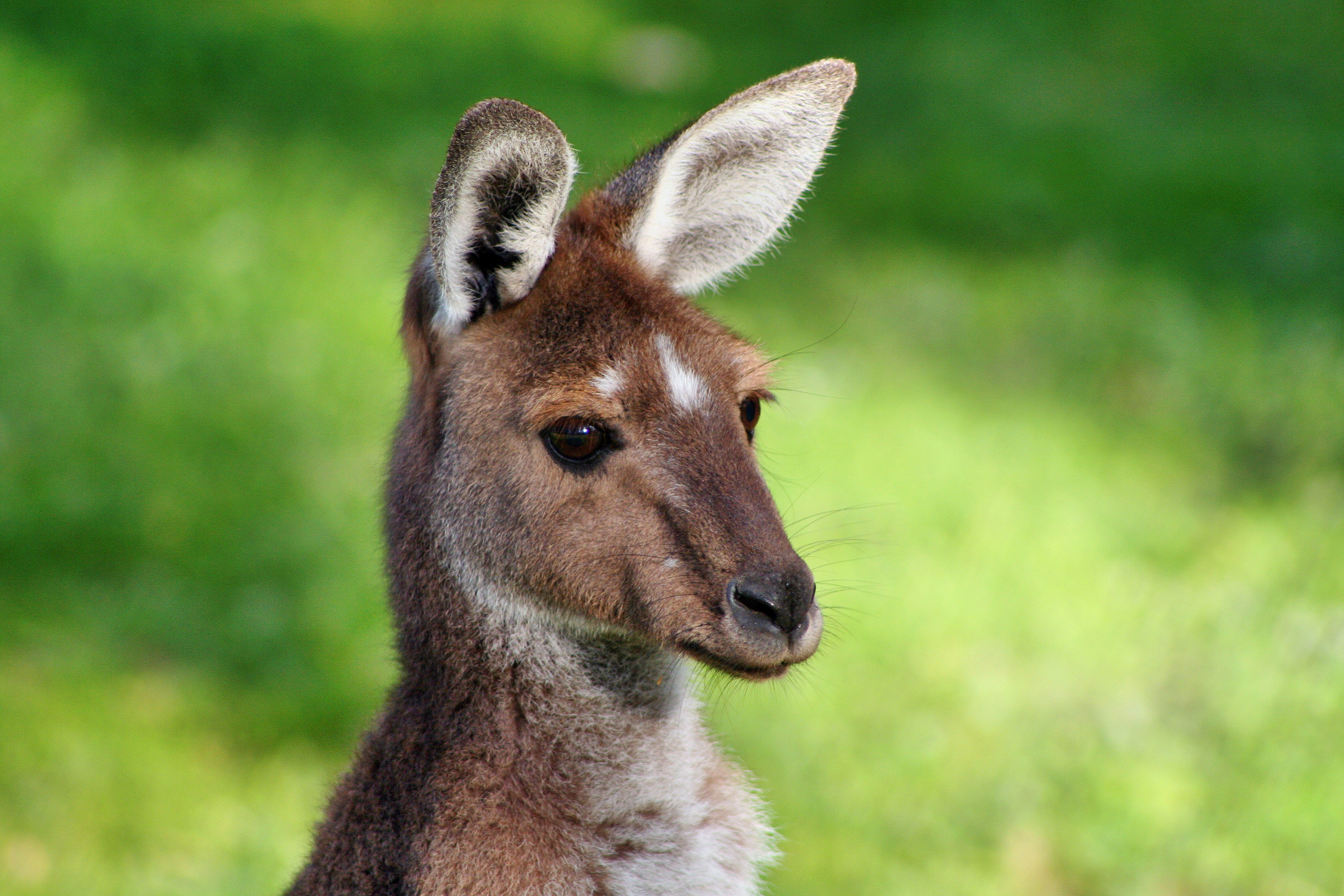
Hlava klokana velkého

Klokan velký patří k největším vačnatcům Austrálie. Samec dosahuje výšky 1,2 m a váhy 54 kg, jeho ocas měří kolem 1 m. Samice dorůstá k 0,9 m a může vážit až 28 kg, její ocas je dlouhý kolem 0,8 m. Svrchní část těla je světle až čokoládově hnědá, spodina od horní části hrudi po břicho je světle hnědá. Tlapy jsou tmavě hnědé až černé, nos osrstěný, uši velké. Zadní nohy postrádají první prst, druhý a třetí prst jsou srostlé a zakončeny dvojitým drápem, čtvrtý prst je mnohem delší než ostatní.
Klokan velký je velmi podobný klokanu obrovskému. Na základě fosilií oba druhy dokonce vůbec nejde rozlišit, což ztěžuje poznání jejich evoluční historie. Co se týče rozlišovacích vnějších morfologických znaků, tak klokan velký má tmavší šedohnědou srst, tmavší zbarvení kolem hlavy a někdy má v oblasti lokte tmavou skvrnu.

## Biologie
Jedná se o nočního až krepuskulárního živočicha. Přes den převážně podřimuje ve stínu. Je značně sociální a zejména u zdrojů potravy může tvořit poměrně početné skupiny. Při vyrušení se klokan velký projevuje hlasitým kašlacím zvukem. Matka s dítětem a pár během námluv spolu komunikují mlaskajícími zvuky. Samci vydávají specifický zápach. Živí se trávou. Typicky se vyskytuje v hustotách 2–20 jedinců 1 km², na vhodných stanovištích jako jsou ovčí pastviny ve střední části Nového Jižního Walesu to může být  i přes 20 jedinců na 1 km².

### Rozmnožování

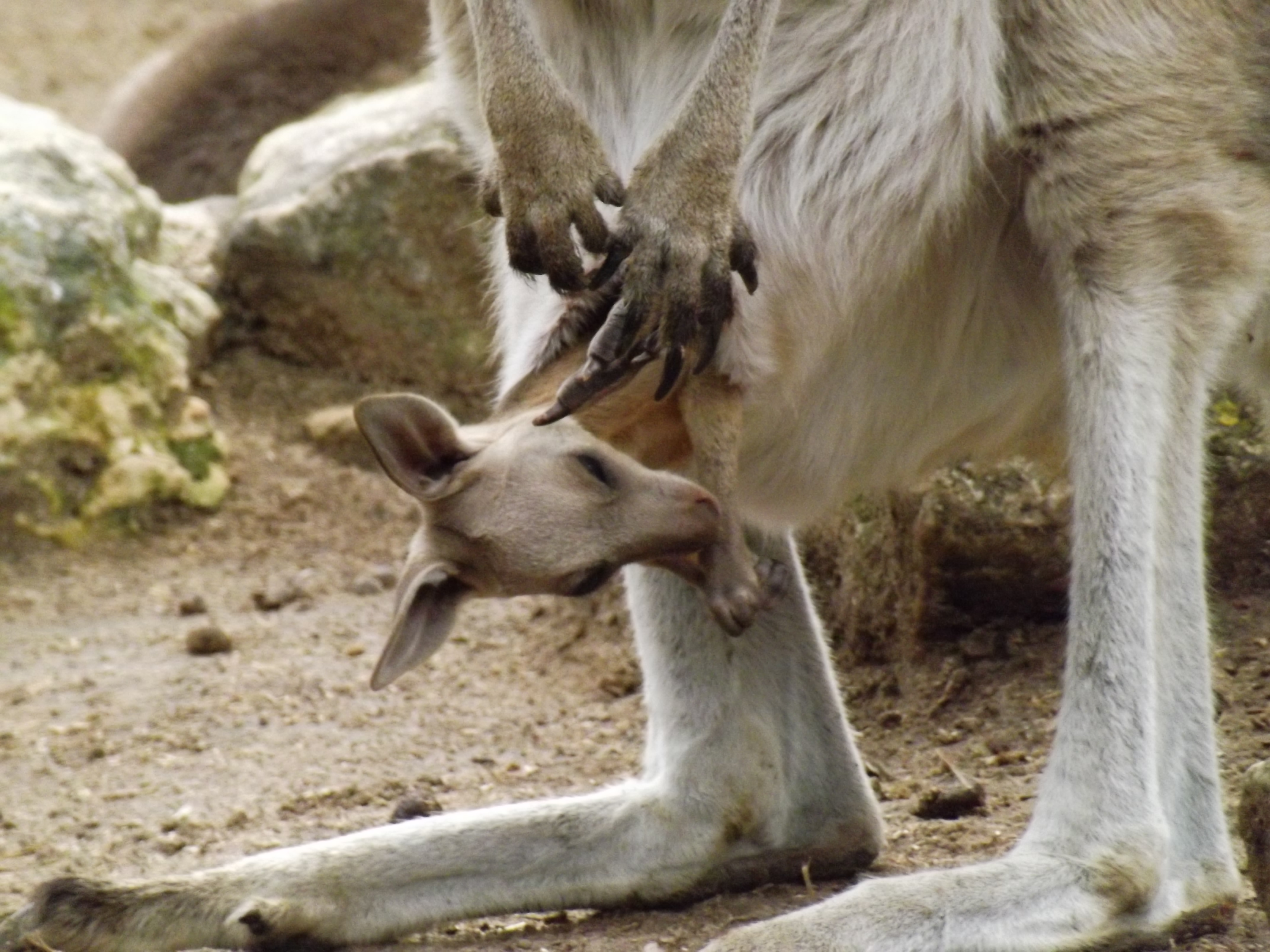
Mládě klokana velkého ve vaku

Klokaní samci se v době námluv spolu utkávají o nadvládu nad samicemi, soupeří i o potravu či o místa k odpočinku, pokud je jich nedostatek. Protivníci se postaví proti sobě, vystrčí přední nohy a snaží se zasáhnout jeden druhého. Mohou se i naklonit vzad a opírají se přitom o ocas, aby mohli uštědřovat rány zadníma nohama. K vážným zraněním dochází při soubojích jen zřídka. Jedná se o polygamní zvířata, přičemž ke zformování páru dochází nedlouho před kopulací a pouto  mezi samcem a samicím zaniká krátce po kopulaci.
Klokan velký se může rozmnožovat celoročně, nicméně vrcholná období říje nastávají na jaře a v létě. Samice typicky vrhá jedno mládě co dva roky. Estrální cyklus trvá kolem 35 dní a doba březosti kolem 31 dnů. Novorozené klokáně je však po narození velmi nevyvinuté – je holé, slepé a schází mu zadní končetiny. Přichytí se drápky k matčině srsti a šplhá jen za pomoci svého čichu a hmatu k jejímu vaku (samci vak nemají), kde se přisaje na mléčnou bradavku. Ve vaku mláděti ztvrdnou koutky, tudíž dokonale drží. Ve vaku saje mléko do chvíle, než se dovyvine. Mláděti se vytvoří zadní končetiny, začne vidět, uši se mu vzpřímí a naroste mu srst. Průměrný věk prvního vylezení z vaku je 298 dní, avšak mládě se do vaku nadále vrací až do průměrného věku 323 dní, načež do vaku přestane zalézat. Matka mládě kojí až do věku 18 měsíců. Samci dosahují pohlavní dospělosti ve věku 20 měsíců a samice kolem věku 14 měsíců. V zajetí se klokan velký může dožít až 23 let.